# Žltá
Žltá – szczyt w Wielkiej Fatrze na Słowacji znajdujący się u jej południowo-zachodnich podnóży we wsi Rakša.
Žltá zbudowana jest ze wapieni. Stanowi zakończenie północno-zachodniego grzbietu Havraniej skali (930 m) opadającego do Kotliny Turczańskiej. Znajduje się w widłach potoku Dolinka i jego dopływu – potoku Hrádky. Jest porośnięta lasem. Jej północne i wschodnie stoki znajdują się w obrębie Parku Narodowego Wielka Fatra, ponadto na jej północnych stokach utworzono rezerwat przyrody Rakšianske rašelinisko. Stoki południowe to wyrobisko kamieniołomu wapienia, 